# Insulele Poreci
Insulele Poreci au fost două insule situate în Clisura Dunării, la mică distanță în aval de fosta cataractă Greabăn, în dreptul localității Svinița din județul Mehedinți. Insulele au dispărut în 1970, fiind inundate odată cu scufundarea insulei Ada Kaleh (care se găsea la aproximativ 40 de kilometri distanță în aval), pentru construcția hidrocentralei Porțile de Fier I.
Pe cea mai mare dintre insule erau ruinele unei cetăți și ale unei biserici, precum și ale localității Poreci, distrusă de turci în 1831. Populația din localitate a fost strămutată după 1831 în orășelul Doni Milanovaț⁠(en)[traduceți] (Milanovățul de Jos), astăzi port sârbesc situat la cca. 6 km în aval, pe malul drept al fluviului. În satul Poreci s-a născut în jurul anului 1530 Baba Novac, haiduc mercenar timocean, luptător consecvent contra Imperiului Otoman, căpitan al oștii de haiduci din armata lui Mihai Viteazul. Orașul întemeiat de Miloș Obrenovici, prinț al Serbiei, cu populația strămutată de pe insule, a fost încă odată mutat în 1970.

## Vezi și
- Listă de insule în România

## Legături externe
- Poziția pe hartă - wikimapia.org